# Gisela Breitling
Gisela Breitling, née le 27 mai 1939 à Berlin et morte le 12 mars 2018 dans la même ville, est une peintre du réalisme fantastique et une autrice allemande. En plus d'une riche œuvre picturale, elle est l'autrice d'une vaste œuvre littéraire, qui traite principalement de l’invisibilité des femmes dans l'histoire de l'art.
Elle cofonde le Verborgene Museum (de) de Berlin pour y exposer les œuvres de femmes peintres européennes absentes dans les musées classiques. Au début des années 1980, Gisela Breitling devient une figure importante du féminisme en Allemagne.

## Biographie

### Formation
Gisela Breitling est née à Berlin-Lichterfelde le 27 mai 1939. Elle est la deuxième enfant de Maria Widmann et de Paul-Friedrich Breitling. En raison de la guerre, sa famille déménage à Lindau. De 1960 à 1962, elle étudie à l'école textile de Krefeld, devenu Hochschule Niederrhein (de) avec Elisabeth Kadow, une élève de Georg Muche. Elle y obtient un diplôme d'ingénieure textile. Elle voyage ensuite en Italie où elle découvre la peinture de la Renaissance.
À son retour, Gisela Breitling suit le cours de Hans Jaenisch (de), un peintre abstrait, à l'Université des Beaux-Arts de Berlin-Ouest, devenu l'Université des Arts de Berlin. En 1963, elle rejoint la classe de graphisme libre de Friedrich Stabenau et termine ses études avec lui. Grâce à une bourse de l'Institut français de Berlin, elle apprend la technique de la gravure sur cuivre à l'École des Beaux Arts de Paris,.
En 1977/1978, elle travaille à la Villa Massimo grâce à une bourse de l'Académie allemande de Rome.

### Artiste peintre
Les œuvres de Gisela Breiling sont exposées dès les années 1960.
Au début des années 1970, elle rejoint le groupe d'artistes Galerie Miniature où se rencontrent de grands artistes et écrivains. Elle y participe et participe aux éditions de la Collection Anabis.
À partir de 1970, ses images, dessins et graphiques se rattachent au réalisme fantastique et elle devient membre du Groupe 70 et d'Akanthus. Ses tableaux utilisent souvent des techniques anciennes et regorgent de références iconographiques et stylistiques,.
Elle se fait connaître principalement pour ses portraits de femmes fortes et sûres d'elles. Son œuvre artistique compte plus de 700 peintures et d'innombrables gravures et croquis,.
En 1977, elle participe à une des premières d'expositions féministes, Künstlerinnen International 1877-1977 à Berlin. L'exposition présente les œuvres d'environ 190 artistes femmes.
En 1987, Gisela Breitling remporte le concours pour la conception de la tour de l'église Saint-Matthieu au Kulturforum de Berlin. Elle y travaille à partir de 1988 et conçoit une interprétation contemporaine des textes de l'Évangile de Matthieu qui met en évidence les femmes dans les textes bibliques. Les 16 panneaux d'images qu'elle conçoit rassemblent l'ensemble de son répertoire artistique et de ses compétences en peinture,,.

### Militante féministe
Dès les années 1960, Gisela Breitling s'efforce de sortir les femmes artistes historiques de leur invisibilité dans l'histoire de l'art,.
Elle plaide l'émancipation des femmes artistes dans le cadre du mouvement autonome des femmes : « Les femmes en général doivent faire preuve de solidarité et former des groupes de pression ». Elle constate cependant des conflits entre l'idéal collectif du mouvement des femmes et l'image de soi et le travail nettement individualistes des femmes artistes.
Son premier livre Die Spuren des Schiffs in den Wellen: Eine autobiographische Suche nach den Frauen in der Kunstgeschichte paraît en 1980. Il est réédité en 1986 par Fischer Taschenbuchverlag, sous une forme révisée et augmentée. À partir de ce moment, Gisela Breitling devient une figure de référence du féminisme en Allemagne,.
En 1985/1986, Gisela Breitling obtient un poste d'enseignante à l'Université des Arts de Berlin, puis elle est professeure invitée à l'Université de Cassel,. En 1988, elle publie, en collaboration avec la Neue Gesellschaft für Bildende Kunst Berlin, une documentation complète sur l'art des femmes dans les collections publiques de Berlin. Une exposition de ces œuvres, y compris celles provenant des dépôts est organisée en 1987/1988 sous le titre Das verborgene Museum (de)  à l'Académie des Arts de Berlin. L'objectif est de rendre à nouveau visible l'art des femmes. Gisela Breitling et l'artiste berlinoise Evelyn Kuwertz (de) fondent Das Verborgene Museum (de) à Berlin-Charlottenburg, où sont exposées depuis 1987 des œuvres de femmes artistes européennes oubliées. Ce musée ferme ses portes le 1er janvier 2022, les fonds sont désormais exposés dans la Berlinische Galerie,.
En 1993, Gisela Breitling commence des recherches sur la peintre italienne de la Renaissance Elisabetta Sirani mais ne parvient pas à les achever.

### Fin de vie
Gisela Breitling, souffrant de démence, passe la fin de sa vie dans une maison de retraite à Berlin-Lankwitz. Elle décède le 12 mars 2018.
La Fondation culturelle de l'Église évangélique de Berlin-Brandebourg-Silésie Haute-Lusace lui rend hommage par une messe dans l'église Saint-Matthieu du Kulturforum et invite le public à découvrir ses œuvres dans l'église.

## Distinctions
- 1977/78 : Boursière à la Villa Massimo, Rome
- 2001 : Croix fédérale du mérite sur ruban[1]

## Œuvre artistique
Les tableaux de Gisela Breitling figurent dans les collections de plusieurs grands musées :  
- Galerie nationale (Berlin)
- Albertina (Vienne)
- Victoria and Albert Museum (Londres)
- National Museum of Women in the Arts (Washington)
- Galerie berlinoise

## Expositions personnelles (sélection)
Une liste complète des expositions personnelles et collectives de Gisela Breitling est disponible sur son site Internet.
- 1965 : Galerie au Hansaviertel, Berlin (avec Peter Collien )
- 1967 : Galerie Richard P. Hartmann, Munich
- 1968 : Galerie Binnenkant, Amsterdam
- 1969 : Niedersächsisches Landesmuseum für Kunst und Kulturgeschichte (de)
- 1971 : Galerie Skamander, Berlin
- 1973 : Foyer de Batelle, Genève
- 1975 : Académie européenne, Berlin (avec catalogue)
- 1979 : Galerie municipale de Wilmersdorf, Berlin
- 1985 : Kunstverein Konstanz (de)
- 1986 : Galerie Schwind (de), Francfort-sur-le-Main
- 1993 : Eglise St Matthieu (de), Berlin-Tiergarten
- 1993 : Omaggio à Ingeborg Bachmann. Dentro i tuoi occhi sono finestre, avec Elisa Montessori (de), Palais des expositions de Rome
- 2003 : Die Melancholie des Körpers, pastels, techniques mixtes, dessins, Galerie im Waschhaus, Berlin-Kreuzberg
- 2003 : Miniaturen, Mischtechniken, Radierungen, Faksimiles, Hôtel de ville, Vienne
- 2019 : exposition commémorative à l'occasion de son 80e anniversaire, Église Saint-Pierre à Berlin Lichterfelde[1]

## Publications
- (de) Die Spuren des Schiffs in den Wellen: Eine autobiographische Suche nach den Frauen in der Kunstgeschichte, Fischer Taschenbuch, 1986 (1re éd. 1980) (ISBN 3-596-23780-7)
- (de) Der verborgene Eros: Weiblichkeit und Männlichkeit im Zerrspiegel der Künste, Fischer Taschenbuch, 1990 (ISBN 978-3-596-24740-0)
- « Parler et se taire »  (trad. Anne-Sophie Astrup), Les Cahiers du Grif, no 45 « Savoir et différence des sexes »,‎ 1990 (lire en ligne)

Gisela Breitling publie également plusieurs articles dans des revues spécialisées.